# Palazzo Lefortovo
Il Palazzo Lefortovo è un palazzo di stile barocco pietrino, edificato nell'insediamento tedesco sulla riva destra del fiume Yauza a Mosca.